# Grzegorz Sawicki
Grzegorz Adam Sawicki (ur. 13 lipca 1960 w Lewinie Brzeskim) – polski samorządowiec, urzędnik i menedżer, w latach 2014–2016 członek zarządu województwa opolskiego V kadencji.

## Życiorys
Absolwent Wyższej Szkoły Inżynierskiej w Opolu i Akademii Rolniczej we Wrocławiu. W 2021 ukończył studia typu MBA w Collegium Humanum.
Pracował na stanowisku kierowniczym w opolskim oddziale Agencji Rynku Rolnego, był także kierownikiem opolskiego biura zamiejscowego Wałbrzyskiej Specjalnej Strefy Ekonomicznej „Invest-Park” oraz ekspertem w Opolskim Centrum Rozwoju Regionalnego. Związany także m.in. z regionalną izbą rolniczą, ośrodkiem doradztwa rolniczego, Urzędem Marszałkowskim Województwa Opolskiego oraz Politechniką Opolską. Działał jako doradca ds. energii odnawialnej marszałka województwa opolskiego oraz ministra rolnictwa i rozwoju wsi oraz członek Wojewódzkiej Rady Ochrony Przyrody. Zaangażowany w działalność sportową, objął funkcję prezesa klubu żużlowego Kolejarz Opole. 
Przez kilka lat działał w Prawie i Sprawiedliwości, w styczniu 2011 przeszedł do Polskiego Stronnictwa Ludowego. Wystartował na prezydenta Opola w 2006 (z ramienia PiS, zajmując 3. miejsce na 10 kandydatów) oraz w 2014 (z ramienia PSL, osiągając 5. pozycję wśród 6 kandydatów). W 2006, 2010 i 2014 wybierany do sejmiku opolskiego (w 2018 brak reelekcji); pełnił funkcję wiceprzewodniczącego sejmiku oraz kierował klubami radnych PiS i PSL. Bez powodzenia kandydował do Sejmu w 2007, 2011, 2015 i 2019 oraz do rady powiatu opolskiego w 2024.
28 listopada 2014 został powołany na stanowisko członka zarządu województwa opolskiego, odpowiedzialnego za kulturę i sport. Odwołano go ze stanowiska 26 kwietnia 2016 po tym, gdy w wyniku ustaleń wewnątrzpartyjnych jego miejsce zajął Stanisław Rakoczy. Następnie w tym samym roku został zatrudniony jako dyrektor ds. projektów strategicznych na Uniwersytecie Opolskim, odpowiedzialny m.in. za utworzenie Wydziału Lekarskiego; został później także szefem Centrum Badań i Innowacji UO. Zasiadał w radzie nadzorczej spółki mieszkaniowej SIM Opolskie.
Żonaty, ma dwie córki.